# Hawaii
Le isole Hawaii (/aˈvai/ o /aˈwai/; hawaiano Hawaiʻi, [həˈvɐjʔi], inglese , /həˈwaɪ.iː/ ) sono uno Stato federato degli Stati Uniti d'America (il 50º e ultimo Stato, in ordine cronologico d'istituzione; sigla = HI), un arcipelago vulcanico situato nell'oceano Pacifico formato da otto isole principali e molte isole minori, scogli e secche. Le isole maggiori sono, da nord-ovest a sud-est, Niihau, Kauai, Oahu, Molokai, Lanai, Kahoolawe, Maui e l'isola di Hawaii. Quest'ultima è la più estesa ed è spesso chiamata "La Grande Isola" per evitare confusione con lo Stato omonimo.
Politicamente, quindi, l'arcipelago è compreso nello Stato di Hawaii, facente parte dal 21 agosto 1959 degli Stati Uniti d'America, e ha come capitale Honolulu, situata sull'isola di Oahu. La linea costiera dello stato, lunga approssimativamente 1210 km (750 miglia), è la quarta più lunga degli Stati Uniti d'America dopo quelle di Alaska, Florida e California. Lo stato Hawaii è il 50º Stato federato degli Stati Uniti d'America e ha giurisdizione su tutte le isole dell'arcipelago con l'eccezione dell'Atollo di Midway, il quale è sotto diretto controllo federale. Le Hawaii sono il 43º stato per superficie, il 40º per popolazione, ma il 13º più densamente popolato dei 50 stati degli Stati Uniti d'America. Come l'Alaska, non fa parte dei cosiddetti Stati Uniti contigui (distano quasi 4000 km dalla costa statunitense: il punto più vicino è la California)
Il soprannome dello stato è Aloha State (che riprende il tipico saluto hawaiano "aloha"), mentre l'animale scelto come simbolo è la foca monaca delle Hawaii. Nonostante non siano simboli veri e propri, sono direttamente collegati alle Hawaii anche lo strumento musicale dell'ukulele e lo sport del surf.
Le Hawaii sono uno dei due stati del Paese che non adottano l'ora legale; l'altro è l'Arizona.
Il caldo clima tropicale, l'abbondanza di spiagge pubbliche e di ambienti oceanici e di vulcani attivi rendono l'arcipelago una destinazione apprezzata da turisti, surfisti, biologi e vulcanologi.
Grazie alla loro posizione al centro dell'Oceano Pacifico, le Hawaii hanno ricevuto molte influenze, mescolatesi poi con la cultura già presente in loco, sia dall'America sia dall'Asia, tanto che le Hawaii sono l'unico Stato con una maggioranza relativa di asioamericani.

## Geografia fisica

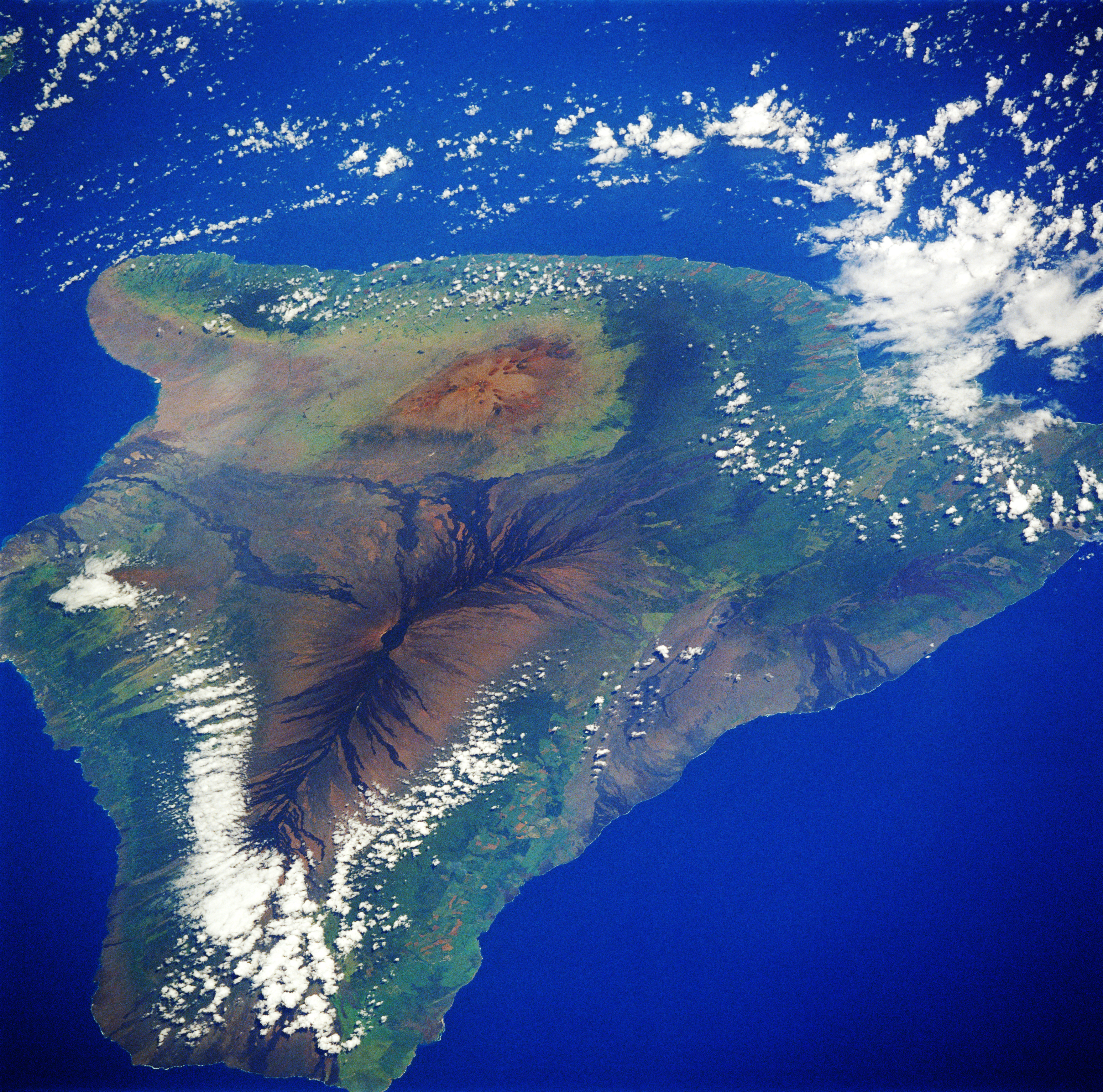
Immagine presa dal satellite dell'isola di Hawaii, la maggiore delle otto isole principali dello stato.

Le Hawaii sono isole tropicali, situate a una latitudine compresa tra 23° e 18° Nord.
La capitale dell'arcipelago è Honolulu, che si trova sull'isola di Oahu ed è la città più grande.
Altre isole importanti sono l'isola di Hawaii (the Big Island), che possiede due aeroporti principali (Hilo e Kailua/Kona) e il centro abitato di Kamuela/Waimea; l'isola di Maui, con l'aeroporto Kahului e i centri Lahaina, Wailuku, Hana e Kihei, e l'isola di Kauai, con l'aeroporto Lihue e gli abitati di Poipu, Hanalei e Waimea. Altre isole abitate sono Molokai, Lanai, Niihau (di proprietà privata e di difficile accesso) e Kahoolawe (usata dalla marina americana per anni come poligono).
Sono considerate parte delle Hawaii anche le piccole isole (per la maggior parte atolli) che vanno da Nihoa a Kure. L'isola di Midway Island al contrario di tutte le altre è sotto diretto controllo federale.
Le isole hawaiane sono tra le terre emerse più isolate del mondo: distano infatti quasi 4000 km sia dalla costa americana (il punto più vicino è la California) sia da Tahiti e oltre 1000 km da alcune isole del gruppo Kiribati. L'arcipelago appartiene geograficamente al continente dell'Oceania.
Quasi tutte le isole hawaiane sono di origine vulcanica. L'ipotesi prevalente indica la presenza di un punto caldo nel mantello terrestre che causa la formazione di vulcani sottomarini e in superficie. Lo spostamento della zolla oceanica del Pacifico spiega il fatto che le isole più a ovest sono più antiche di quelle a est.
L'isola di Hawaii è la più recente e comprende cinque vulcani principali, fra cui il più attivo è il Kilauea (a sud di Hilo), seguito nella metà sud dell'isola dal Mauna Loa, il vulcano più grande del mondo, e dal Hualālai (sopra Kailua/Kona). Gli altri due vulcani, il Mauna Kea e il Kohala, non sono storicamente attivi. Il vulcano Haleakalā, nella metà est dell'isola, è il vulcano principale di Maui.
La lava relativamente poco viscosa dei vulcani hawaiani dà origine a coni di lieve pendenza e di forma simile ad antichi scudi;
tra essi si annoverano i cosiddetti vulcani effusivi più noti del mondo.
Lo Stato delle Hawaii ha giurisdizione su tutte le isole delle Hawaii meno Midway, che appartiene al governo federale americano.

## Origini del nome
Nella lingua hawaiana, la parola Hawai'i deriva dal proto-polinesiaco *Sawaiki, che grazie al metodo della ricostruzione interna si è scoperto significare "patria"; parole imparentate con Hawai'i si rinvengono in altre lingue polinesiane, tra cui la lingua māori (Hawaiki) e la lingua samoana (Savai'i).

## Storia
La cultura, e la religione dell'arcipelago sono di origine polinesiana, in particolare da una delle isole della Società che si chiama Havaiki.
Il 18 gennaio 1778, il capitano James Cook della marina inglese fu il primo europeo a raggiungere queste isole durante il suo terzo viaggio nel Pacifico, ma è possibile che in precedenza marinai spagnoli siano naufragati sulle isole durante viaggi dal Messico (Acapulco) alle Filippine. Cook fu il benvenuto ed esplorò le isole principali prima di partire alla volta delle coste nord-ovest dell'America. Cook le nominò isole Sandwich in onore del suo protettore Lord Sandwich, nome che oggigiorno è considerato coloniale e antiquato.
Al suo ritorno nell'arcipelago Cook fu ucciso alla baia Kealakekua sull'isola di Hawaii mentre cercava di prendere alcuni ostaggi per farsi restituire una scialuppa che gli era stata rubata dai locali.
Al contatto europeo seguì un periodo turbolento: molte malattie introdotte dagli europei decimarono la popolazione; le isole Hawaii, Maui e Oahu furono conquistate e unificate dal re Kamehameha, gli inglesi dal 1794 fecero vari tentativi di imporre il proprio protettorato e infine l'arrivo (nel 1821) dei missionari protestanti dalla Nuova Inghilterra provocò disordini.
La bandiera hawaiana fu disegnata da Kamehameha, contiene la Union Jack britannica in un angolo e otto strisce orizzontali rosse, blu, e bianche per le otto isole principali dell'arcipelago.
Gli Stati Uniti ebbero, infine, il protettorato sull'arcipelago dal 1876.
Il regno havaiano durò fino al 1893, con la successione di vari re e regine, tra cui i più famosi furono il re Kalākaua e l'ultima regina Liliʻuokalani.
In questo periodo molti immigrati, soprattutto americani ma anche europei, acquistarono grandi proprietà di terreni e cominciarono la coltivazione della canna da zucchero. Per diversi motivi ci furono molte ondate di immigrazione volte all'importazione di lavoratori per i campi di canna da zucchero, fra cui principalmente cinesi, giapponesi, abitanti delle Azzorre (noti come "portoghesi" alle Hawaii), filippini e coreani.
In questo periodo è nota la visita di Samuel Clemens, più noto come Mark Twain, che scrisse varie lettere per il giornale The Sacramento Union.
Nel 1893 un gruppo di cittadini di origine straniera imprigionò la regina Liliʻuokalani, ostile alle ingerenze statunitensi, e offrì le Hawaii agli Stati Uniti, probabilmente allo scopo di ridurre i dazi statunitensi sullo zucchero esportato dalle isole.
La regina abdicò, ma gli Stati Uniti dichiararono che la rivoluzione era illegale e rifiutarono l'offerta. I rivoluzionari fondarono quindi la Repubblica delle Hawaii. Nel 1898, dopo la guerra degli Stati Uniti contro la Spagna, in cui gli Stati Uniti riuscirono a ottenere le Filippine e Porto Rico, il governo della Repubblica delle Hawaii offrì nuovamente la sua adesione agli Stati Uniti. Questa volta l'offerta fu accettata e le isole diventarono il Territorio delle Hawaii. Pochi anni dopo Jack London le visitò, scrivendo poi vari racconti ambientati su di esse.
Il 7 dicembre 1941, alle ore 7 e 30 circa, la stazione navale di Pearl Harbor sull'isola di Oahu, non lontano da Honolulu, fu attaccata dalle forze aeronavali giapponesi, trasportate da una flotta di 6 portaerei che imbarcavano oltre 400 velivoli da guerra. Un pilota giapponese il cui aereo era stato danneggiato riuscì ad atterrare a Niihau, dove fu catturato dagli abitanti. I successivi scontri della seconda guerra mondiale si svolsero lontano dalle isole principali hawaiane (compresa la battaglia delle Midway), ma la legge marziale rimase in vigore sulle isole fino alla fine della guerra. Al contrario della California e di altri stati americani, i giapponesi residenti alle Hawaii al momento dello scoppio della guerra non furono mai internati in massa.
Il 21 agosto 1959 il Congresso degli Stati Uniti d'America accettò le Hawaii come 50º stato federato dell'Unione.
Elementi principali dell'economia odierna sono il turismo, l'agricoltura (soprattutto ananas), la canna da zucchero e caffè, l'allevamento e le sovvenzioni federali per la notevole presenza militare.

## Popolazione
La maggioranza degli abitanti dell'arcipelago discende dagli immigrati asiatici, specialmente dai giapponesi (giapponesi delle Hawaii) e in misura minore dai cinesi e dai filippini, che oggi costituiscono circa il 37,2% della popolazione; il secondo gruppo etnico è quello dei bianchi europei, che ne comprende il 25,3% (di provenienza tedesca, irlandese, inglese, portoghese e italiana), mentre il terzo gruppo è quello dei cosiddetti "multiracial americans", che costituiscono il 22,9% della popolazione; i nativi hawaiani sono il 10,8%, gli ispanici sono attestati al 9,5%, in prevalenza messicani e portoricani, gli afroamericani sono l’ 1,6%, e da ultimi i nativi americani che sono lo 0,3%.

### Lingue e dialetti
Le Hawaii hanno due lingue ufficiali: quella inglese e quella hawaiana. Anche se la lingua hawaiana è insegnata nelle scuole (come il māori per la Nuova Zelanda) e utilizzata nella musica folcloristica, nella vita quotidiana degli abitanti delle Hawaii non è utilizzata. Nel salutare si usa la maggior parte delle volte l'espressione hawaiana "Aloha".
Una copertina di Sunday Styles, supplemento del New York Times, è dedicata al Merrie Monarch Festival e riguarda la competizione a squadre di danza hula. Nell'articolo si legge che prima dei contatti con l'Occidente i nativi hawaiani non avevano linguaggio scritto per cui nel loro mondo la storia, la mitologia, la religione le conoscenze scientifiche e quant'altro venivano tramandate attraverso una ricca tradizione orale. La stessa danza è un'interpretazione di canti e canzoni da parte dei danzatori e coreografi, nell'hula prima di tutto viene il linguaggio, per avere la danza deve esserci prima il linguaggio.

### Nota sulla pronuncia
I nomi havaiani derivano in gran parte dal linguaggio locale, in cui le vocali si pronunciano approssimativamente come in italiano, mentre la H e la W si pronunciano come in inglese, rispettivamente: aspirazione forte e una U semivocale (approssimante labiale sonora), come in uovo, per esempio nelle parole "Waimea", pronunciata Uaimea, e Waikiki da leggere Uaichichi. Talvolta, tuttavia, la W è pronunciata come una V, come in Haleiwa, pronunciato Haleiva.
L'havaiano moderno ha anche vocali lunghe (come le vocali accentate in italiano, scritte con un macro o linea sulla vocale) e un'interruzione chiamata ʻokina che si scrive come un apostrofo (Hawai‘i, o anche ʻaʻā che è uno dei due tipi principali di lava che si trovano alle Hawaii; l'altro è pahoehoe). Le vocali che seguono altre vocali (ma l'okina conta come una consonante) vanno pronunciate più in fretta delle vocali che seguono consonanti, in modo che siano rese lievemente meno distinte.

### Religioni
Culti registrati nell'arcipelago:
- Cristianesimo: 351 000 (28,9%)
- Buddhismo: 110 000 (9,0%)
- Ebraismo: 10 000 (0,8%)
- Altri: 750 000 (61,1%)

Oltre che dalle religioni, la vita degli hawaiani è molto condizionata dallo sciamanesimo. Lo sciamanesimo hawaiano è una filosofia nella quale lo sciamano (una sorta di maestro di vita) cerca di risolvere i conflitti creando armonia e usando tecniche basate sulla cooperazione e sull'amore.
Un'altra filosofia hawaiana è basata sullo spirito "Aloha", uno spirito che spinge gli abitanti dell'arcipelago ad assumere un atteggiamento di ospitalità e cordialità. Questo spirito infonde negli hawaiani amore e voglia di condivisione, esplicandosi in riti come lo Ho'oponopono. Per questo motivo le Hawaii sono famose in tutto il mondo per l'accoglienza e la pace riservata ai visitatori.

## Governo locale

### Suddivisioni amministrative
Da un punto di vista amministrativo lo stato è diviso in cinque contee, ciascuna con un proprio sindaco, dato che lo Stato ha la particolarità di non prevedere la creazione di comuni:
| Contea   | Capoluogo | Isole                                                                         | Popolazione Cens. 2010 | Sup.terrestre km² | Mappa |
| -------- | --------- | ----------------------------------------------------------------------------- | ---------------------- | ----------------- | ----- |
| Hawaii   | Hilo      | Isola di Hawaii                                                               | 185 079                | 10 433            |       |
| Honolulu | Honolulu  | Oahu e le isole Hawaii nordoccidentali                                        | 953 207                | 1 546             |       |
| Kalawao  | Kalaupapa | Penisola di Kalaupapa sull'isola di Molokai                                   | 90                     | 13                |       |
| Kauai    | Lihue     | Kauai, Niihau, Lehua e Kaʻula                                                 | 67 091                 | 1 606             |       |
| Maui     | Wailuku   | Maui, Kahoolawe, Lanai, Molokai (esclusa la penisola di Kalaupapa) e Molokini | 154 834                | 3 010             |       |

### Città principali
La città più popolosa è Honolulu, il cui agglomerato urbano comprende l'intera isola di Oahu, con circa 950 000 abitanti, vale a dire tre quarti della popolazione dell'intero Stato.
Dal censimento del 2010 queste sono le prime 5 località per numero di abitanti (accanto al nome è indicata l'isola di appartenenza):
1. Honolulu, Oahu, 390 738
2. Hilo, Hawaii, 43 263
3. Kailua, Oahu, 38 635
4. Waipahu, Oahu, 38 216
5. Kaneohe, Oahu, 34 597

## Ambiente

### Flora e fauna

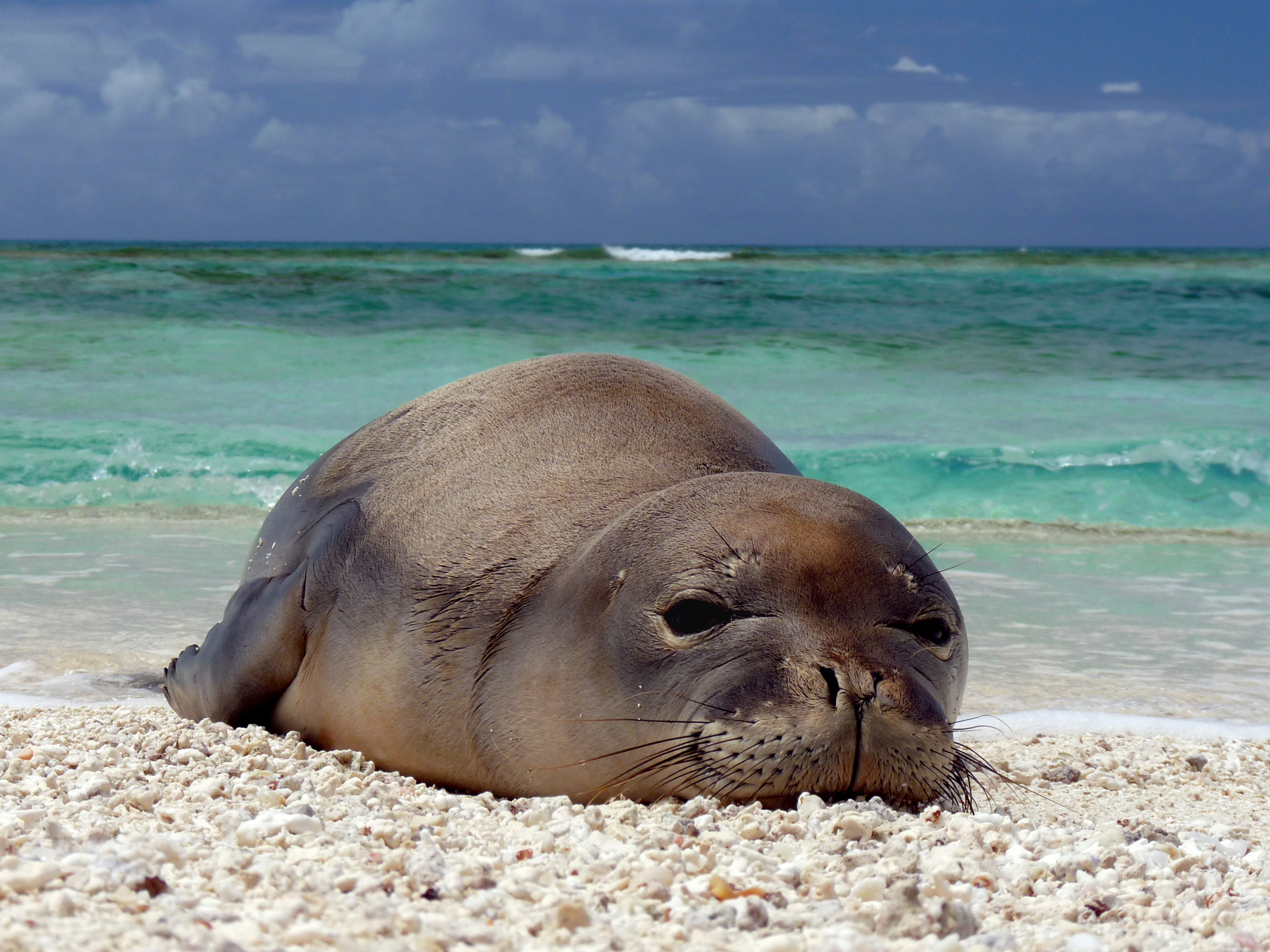
Foca monaca hawaiana

Le Hawaii sono isole di origine vulcanica. Emersero dal mare per una serie ripetuta di eruzioni. Quando la lava solidificò, sull'isola non esisteva alcuna forma di vita. Furono il vento e gli uccelli a portare i primi semi da cui poi nacque una fitta foresta, grazie alla fertilità del terreno vulcanico. Più tardi, i polinesiani arrivarono con le loro canoe, portando nuove piante e i loro animali. La maggior parte della fauna e della flora che arrivò sull'isola indipendentemente sviluppò nuove caratteristiche per adattarsi ed evolse in nuove specie. Per questo, circa il 90% delle piante e animali delle Hawaii sono presenti solo in questo arcipelago.
Poiché piante e animali si svilupparono sull'isola in un contesto privo di predatori e concorrenti, non hanno sviluppato nessuna particolare forma di difesa. Così, quando i recenti flussi migratori portarono nuove piante e animali, la flora e la fauna locale si trovarono aggredite, e oggi diverse specie indigene dell'isola sono per questo motivo o estinte, o a rischio di estinzione. Nonostante questo, le Hawaii offrono ancora una eccezionale varietà e unicità di flora e fauna, in parte perché diverse zone climatiche sono presenti nell'arcipelago, dalle foreste tropicali alle montagne innevate.
Oltre a varie specie di uccelli come i Loxops mana, alcuni degli animali a rischio di estinzione comprendono le foche monache (di specie diversa dalla foca monaca mediterranea) e varie specie di balene che migrano alle Hawaii durante l'inverno.
Canna da zucchero, ananas, caffè, cocco, mango, papaya, avocado, banana, lime e passiflora edulis sono coltivati sulle isole. Uno dei primi commerci riguardò la pianta del sandalo, apprezzata soprattutto in Cina per il suo olio aromatico, ma oggigiorno rara.

## Economia
L’agricoltura ha sempre avuto un posto importante nell’economia delle Hawaii. La canna da zucchero è stata per molto tempo uno dei prodotti più coltivati ed esportati, ma ha registrato un calo del 70% negli ultimi anni. Con il declino dell’industria dello zucchero, si è fatto posto per la creazione di piccole fattorie che hanno diversificato la loro produzione con raccolti di frutta esotica, caffè, noci di macadamia e fiori.
La pesca è piuttosto produttiva e i prodotti più richiesti sono i gamberetti e le aragoste.
In campo industriale, l'obiettivo primario rimane la tutela e la conservazione del patrimonio ambientale, puntando quindi sullo sviluppo di energie da fonti pulite e alternative: energia geotermica (grazie alla presenza di numerosi vulcani attivi), idrica e solare.
L'industria cinematografica rimane importante: molti film o serie TV sono girate alle Hawaii che possono offrire un clima favorevole e bellissimi paesaggi. Inoltre, il governo locale ha facilitato le procedure per ottenere i permessi per girare e dato diversi incentivi fiscali. 
Il settore trainante dell'economia hawaiana è sicuramente il turismo: nel 2015 la media di visitatori è stata di oltre 200.000 persone al giorno. Oltre alle magnifiche spiagge, numerose sono le attrattive e i luoghi di interesse naturalistico dell'arcipelago, come il Parco nazionale Hawaii Volcanoes e il Parco nazionale di Haleakala, a Maui. Rilevante anche il Palazzo Iolani, a Honolulu, che fu la residenza degli ultimi due sovrani alla fine del XIX secolo. Inoltre attirano molti turisti anche una serie di attività aggiuntive come l'organizzazione di suggestivi matrimoni e lo sport, in particolare la pratica del surf: le Hawaii sono considerate, dai surfisti di tutto il mondo, un vero e proprio paradiso.

## Cultura

### Musica

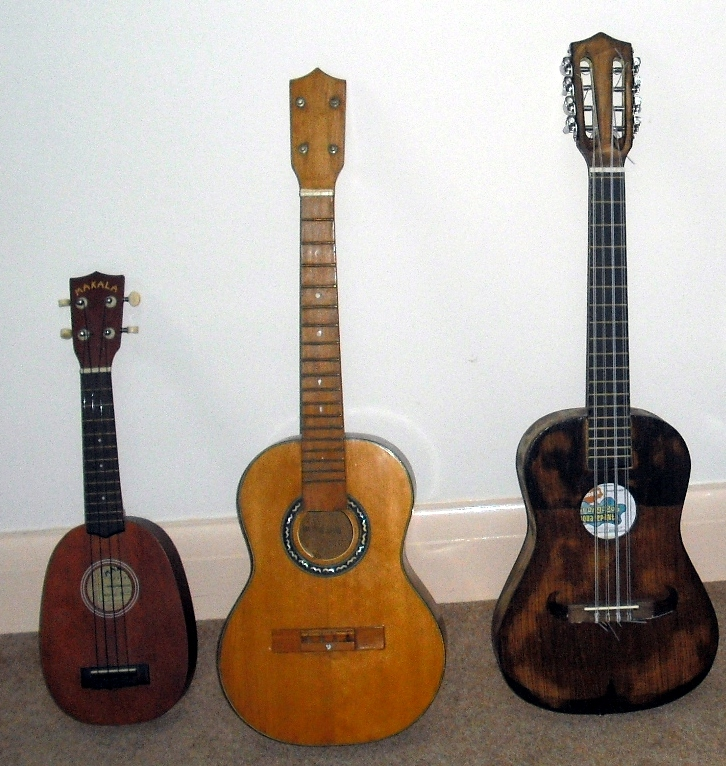
Diversi tipi di ukulele

Le Hawaii hanno una lunga tradizione musicale, sviluppata attorno a un genere che viene chiamato, appunto, musica hawaiana, che partendo da musiche antiche e tradizionali è presente oggi anche in versione più rock e hip hop. La musica popolare hawaiana comprende diverse varietà di canto e musica spesso utilizzati per accompagnare danze tipiche, come la famosa hula. Uno strumento caratteristico è l'ukulele: appartenente alla famiglia delle chitarre, è l'adattamento hawaiano di uno strumento di origine portoghese (è una sorta di chitarra più piccola).
Nel 1961, Elvis Presley dedicò all'arcipelago delle Hawaii la canzone Aloha 'Oe (contenuta all'interno della colonna sonora del film "Blue Hawaii", girato da Presley nel medesimo anno); inoltre, il 14 gennaio 1973 venne trasmesso in TV il primo show via satellite da Honolulu, intitolato Elvis: Aloha From Hawaii è seguito da un pubblico stimato in oltre un miliardo di telespettatori in quaranta paesi. Dal concerto è ricavato Aloha From Hawaii: Via Satellite (1973), primo disco quadrifonico a diventare un million seller. Il 3 e 4 gennaio del 1997 la superstar statunitense Michael Jackson si esibì durante il suo HIStory World Tour a Honolulu entrando nella storia: infatti Michael Jackson fu il primo cantante ad aver fatto registrare il tutto esaurito per 35 000 persone a serata all'Aloha Stadium. Inoltre, a Honolulu sono nati i cantautori Israel Kamakawiwo'ole (nativo avaiano) e Bruno Mars.
Alle Hawaii è dedicato anche un omonimo brano degli Strokes, lato B del singolo Juicebox.

### Arti Marziali
L'arte maziale hawiana è il Kajukenbo (o Kajukembo). Essa è un'arte marziale ibrida, orientata prevalentemente alla difesa personale. Nasce in epoca recente, dalla fusione di cinque stili tra loro differenti. Stile codificato dopo la seconda guerra mondiale in Oahu nelle isole Hawaii, quale metodo di autodifesa contro i criminali ed i soldati della marina americana che avevano preso di mira i locali. Il più importante dei cinque creatori è Adriano Emperado, che dopo alcuni anni è stato invitato negli Stati Uniti, dove lo stile si è largamente diffuso. Il Kajukenbo è per definizione un metodo dove sia le difese sia gli attacchi sono in continuo cambiamento. È un sistema in rapida evoluzione, in grado di appropriarsi di qualunque tecnica utile.